# Maria Eriksson
Maria Eriksson (Leeds, West Yorkshir 29 de julho de 1982) é uma  modelo de glamour britânica. Ela é uma das poucas modelos de fora dos Estados Unidos alcançar um Green card especial devido a sua extraordinária capacidade de carreira.

## Começo de vida
Maria Eriksson nasceu e foi criado perto de Leeds, West Yorkshir no norte da Inglaterra. A família é inglês com ascendência austríaca. Eriksson tem uma licenciatura e um mestrado de Newcastle University e da University of York. Eriksson não tinha intenção de se tornar modelo, mas depois de concluir seu diploma de graduação, trabalheou por um curto período de tempo em Londres em uma casa modelo em Londres designers Bellville Sassoon e Zandra Rhodes. Depois de completar o seu segundo grau, Eriksson voltou ao mundo da modelagem em tempo integral e tem sido uma procura constante desde 2009.

## Careira
Eriksson é uma coelhinha da Playboy que ela alcançou em três continentes diferentes. Ela já apareceu em várias revistas incluindo FHM em Singapura, Austrália e fez várias aparições na playboy e nas edições especiais. Ela apareceu em ambos FHM Indonésia e FHM Malásia em 2013 e 2011 que são parte da revista FHM originalmente começando no Reino Unido. Apareceu em Maxim em Español. Eriksson fez parceria no México onde ela apareceu na revista em seis páginas em 2012.
1. ↑  http://www.follownews.com/playboy-playmate-maria-eriksson-photos-talks-extraordinary-ability-green-card--immigration-2wac
2. ↑  http://www.mstarz.com/articles/82878/20150903/playboy-playmate-maria-eriksson-photos-extraordinary-ability-green-card-immigration.htm
3. ↑  «Cópia arquivada». Consultado em 3 de julho de 2016. Arquivado do original em 22 de agosto de 2015
4. ↑  FHM
5. ↑  Maxim en Español